# Zavijah
Zavijah (beta Virginis) is een ster in het sterrenbeeld Maagd (Virgo).
De ster staat ook bekend als Zavijava, Zavyava, Zawijah, Zarijan, Minelauva (zie ook Auva) en Alaraph. De naam "Alaraph" is ook voor andere sterren in gebruik.
Beta Virginis is, ondanks zijn beta status, slechts de vijfde helderste ster in Virgo. Zij is te vinden zo'n 12° ten zuiden van Denebola in het sterrenbeeld Leeuw (Leo).